# Varchentin
Varchentin ist ein Ortsteil der Gemeinde Groß Plasten im Landkreis Mecklenburgische Seenplatte in Mecklenburg-Vorpommern (Deutschland). Zu Varchentin gehören die Ortsteile Beckenkrug und Carolinenhof.

## Geografie
Varchentin in der Mecklenburgischen Seenplatte liegt am ca. 200 ha umfassenden Großen Varchentiner See. Wenige hundert Meter südwestlich vom Ortskern liegt der Kleine Varchentiner See, der wie sein großer Nachbar von einem Schilfgürtel umgeben ist.
Varchentin liegt an der Bundesstraße 194 auf halbem Wege zwischen Waren (Müritz) und Stavenhagen, die jeweils 14 km von Varchentin entfernt sind. In diesen beiden Städten befinden sich auch die nächsten Bahnhöfe. Eine Landstraße verbindet Varchentin mit Möllenhagen an der B 192.

## Geschichte
Im Jahre 1333 tauchte der Ort Varchentin, dessen Name aus dem Slawischen kommt, erstmals in einer Urkunde auf. Zwischen 1270 und 1280 wurde die Varchentiner Kirche errichtet. Das alte Dorf Varchentin lag am Ufer des Großen Varchentiner Sees und wurde 1827 südöstlich der Kirche neu angelegt. Die Siedler waren Tagelöhner des Hofguts Varchentin, dessen Besitzer oft wechselten, darunter die von Ferber, ein Bürgermeister von Waren sowie die Familie Rostke.
Im Jahre 1836 erwarb der Bankier Gottlieb Jenisch das Hofgut und ließ dort das Schloss Varchentin errichten, das von seiner Tochter Marie in den Besitz der Grafen Grote gelangte (sie war verheiratet mit Adolf Graf Grote). Ab 1924 erlebte der Betrieb seine wirtschaftliche Blüte. Zum Schlossgut gehörten über 1700 Hektar des umgebenden Landes; praktisch die gesamte Einwohnerschaft der darin liegenden Orte stand in Abhängigkeit zur gräflichen Familie. Die Besitzungen konnten nach dem amtlich publizierten Landwirtschaftlichen Adressbuch für Mecklenburg bis vor der großen Wirtschaftskrise stabil gehalten werden. Das letzte Oberhaupt der Gutsbesitzerfamilie, der NS-Agrarfunktionär Friedrich Franz Graf Grote (1901–1942), arbeitete mit den Artamanen zusammen, die hier ein Schulungslager errichteten. Der NS-Funktionär und SS-Oberführer Grote fiel 1942 in Russland. Seine amerikanischstämmige Gattin konnte mit den Kindern in die USA emigrieren. Der Ort hat den Zweiten Weltkrieg nahezu unbeschadet überstanden. Im Schloss waren 1945 bis 1947 russische Truppen einquartiert, anschließend diente das Schlossgut als landwirtschaftliche Schule und als Hotel.
Varchentin ist bis heute landwirtschaftlich geprägt. Das Mitte der 1990er Jahre erbaute Feuerwehrhaus sowie der angrenzende Dorfplatz sind die Mittelpunkte des Dorflebens.
Mit Wirkung zum 26. Mai 2019 wurde Varchentin in die südlich benachbarte Gemeinde Groß Plasten eingemeindet. Letzte Bürgermeisterin war Jana Düring.

## Sehenswürdigkeiten
- Schloss Varchentin: 1847 im Tudorstil erbaut durch den Hamburger Bankier Gottlieb Jenisch nach Plänen des Schweizer Architekten Auguste de Meuron, später um einen Südtrakt erweitert. Zum großzügigen Schloss gehören mehrere stattliche Wirtschaftsgebäude, darunter auch die etwas entfernt befindliche Orangerie und Fasanerie, sowie das südlich vom Schloss im Wald befindliche und 1895 im Stil der Neorenaissance erbaute Mausoleum der Grafen Grote. Der Landschaftspark wurde nach Entwürfen von Peter Joseph Lenné gestaltet. Im Park befindet sich eine künstlich geschaffene Kanalverbindung der beiden Varchentiner Seen, die durch den abgesunkenen Grundwasserspiegel trockengefallen ist.
- Die Kirche ist ein gotischer Backsteinbau des 13. Jahrhunderts, mit einem  zweischiffigen, zweijochigen Langhaus, ursprünglich mit  Kreuzrippengewölben auf einem Mittelpfeiler, heute flachgedeckt. Der eingezogene Chor hat ein Kreuzrippengewölbe. Die Kirche wurde mehrmals umgebaut und erhielt im 19. Jahrhundert einen quadratischen hölzernen Westturm.
- Windmühle im Ortsteil Beckenkrug: Die ca. 150 Jahre alte schilfgedeckte Mühle wurde zu einer Ferienwohnung ausgebaut.

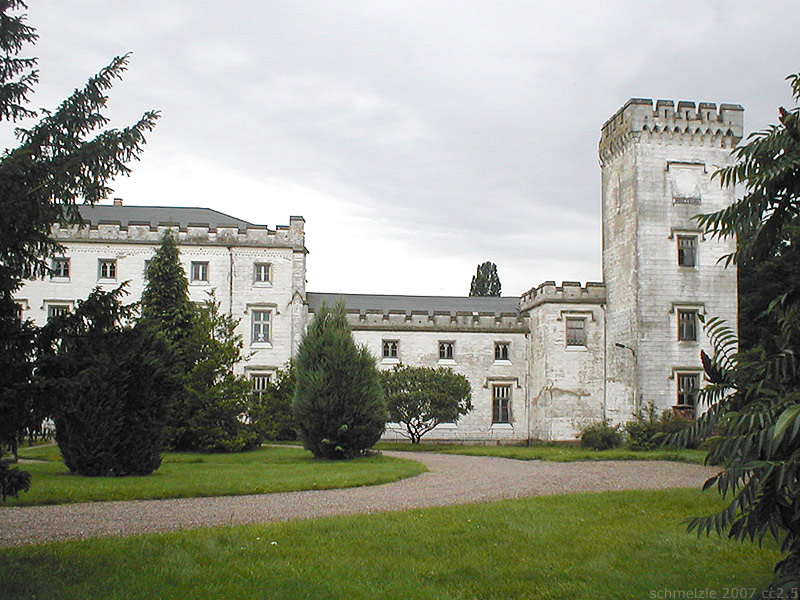
Schloss Varchentin, Hauptbau und Nordflügel
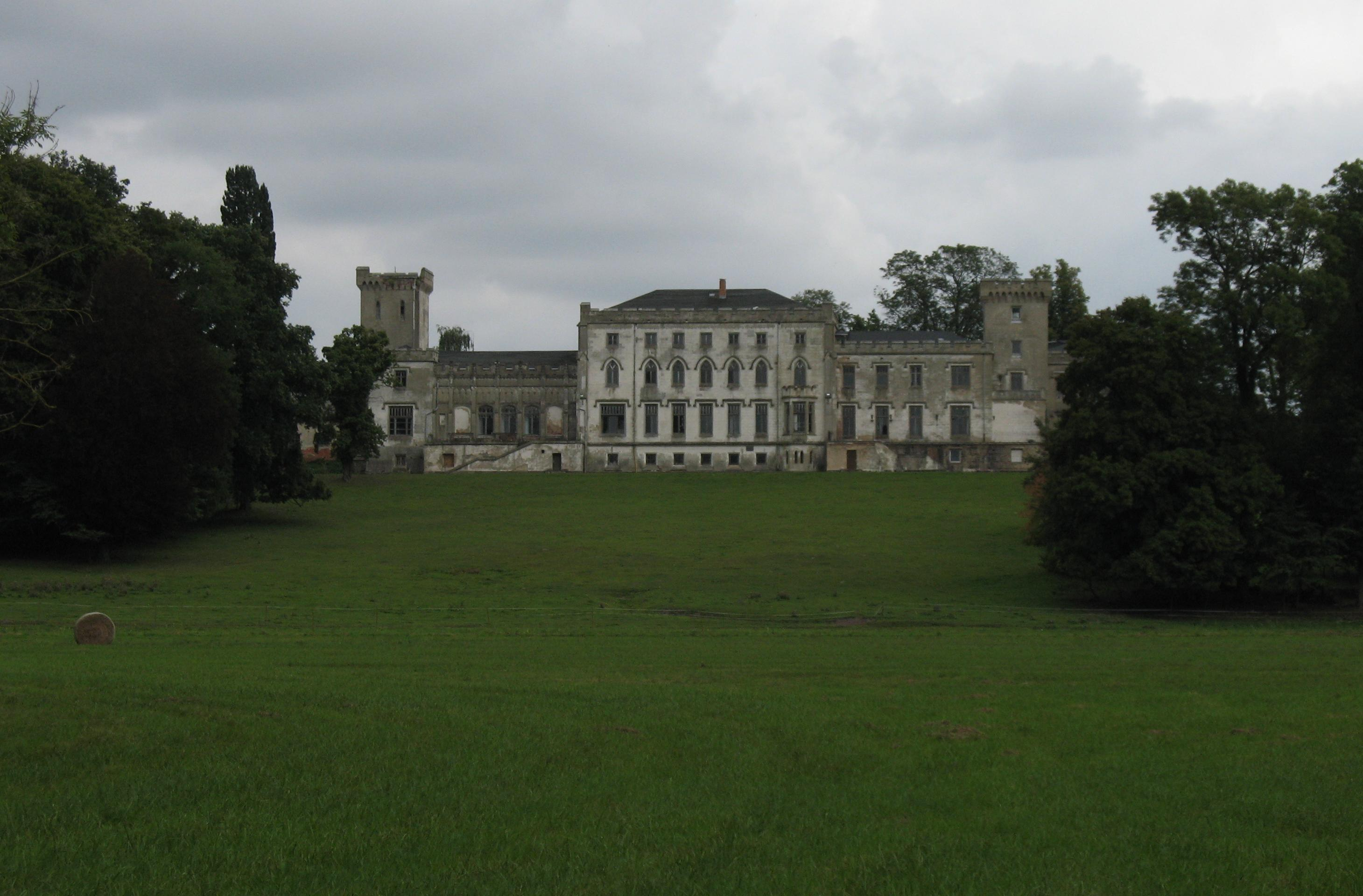
Lenné-Park und Schloss
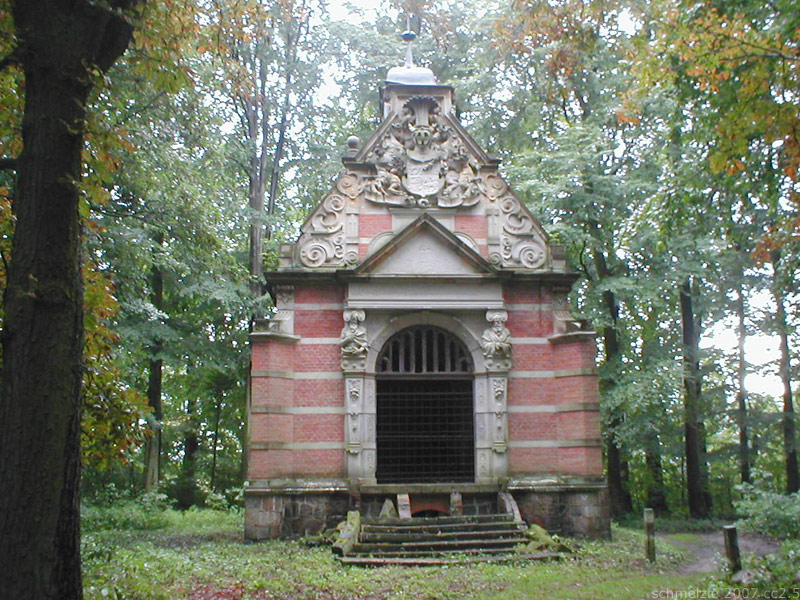
Mausoleum der Grafen Grote
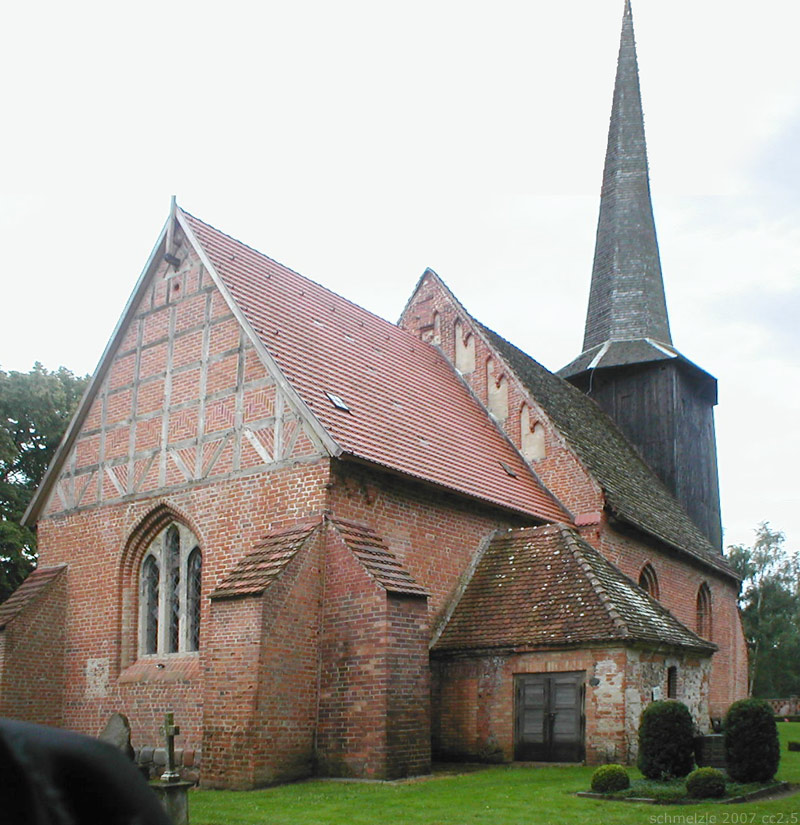
Kirche in Varchentin

## Persönlichkeiten
- Georg Weißenborn (1816–1874), Philosoph